# Купер, Айзек
Айзек Купер (англ. Isaac Cooper; род. 7 января 2004, Бандаберг) — австралийский пловец, специализирующаяся в плавании на спине. Бронзовый призёр Олимпийских игр 2020 года, трёхкратный чемпион мира (один раз в 50-метровом бассейне и дважды в 25-метровом).

## Карьера
В 2021 году на летних Олимпийских играх в Токио в составе австралийской смешанной эстафетной четвёрки выиграл бронзовую медаль.
На чемпионате мира в Будапеште, в 2022 году, в комбинированной эстафете стал серебряным призёром.
В декабре 2022 года на чемпионате мира по плаванию на короткой воде в Мельбурне завоевал 5 медалей различного достоинства, в том числе две золотые в эстафетных заплывах.
На чемпионате мира 2024 года в Дохе стал чемпионом мира на дистанции 50 метров на спине.
В 2024 году на летних Олимпийских играх в Париже принимал участие в индивидуальном заплыве на 100 метров на спине и в эстафетном заплыве 4 по 100 метров комплексным плаванием, где Австралия стала шестой.
На чемпионате мира 2024 года в 25-метровом бассейне, в Будапеште, завоевал серебряную медаль на дистанции 50 метров на спине.